# Løgtingswahl 1932
- Sozialdemokraten: 2
- Selbstverwaltung: 8
- Unionisten: 11

Die Løgtingswahl 1932 auf den Färöern fand am 19. Januar 1932 statt. Es war die erste Løgtingswahl, an der sich vier Parteien beteiligten.

## Die Wahl
Der unionistisch gesinnte Sambandsflokkurin konnte sich auf Kosten des Sjálvstýrisflokkurin um einige Prozente verbessern und errang mit 11 von 21 Sitzen die absolute Mehrheit im Parlament. Das Ergebnis des sozialdemokratischen Javnaðarflokkurin war gegenüber der letzten Wahl nahezu unverändert. Der erstmals kandidierende, stark separatistisch eingestellte Loysingarflokkurin blieb chancenlos. Ein unabhängiger Kandidat erhielt etwas weniger als zwei Prozent und kam ebenfalls nicht ins Parlament.

## Ergebnisse der Løgtingswahl vom 19. Januar 1932
Die Gesamtzahl der Abgeordneten ging von 23 auf 21 zurück. An der Wahl hatten vier Parteien und ein unabhängiger Kandidat teilgenommen, von denen drei Parteien ins Parlament einzogen.
| Partei                   | Stimmen | Prozent | Sitze |  |
| ------------------------ | ------- | ------- | ----- |  |
| B – Sambandsflokkurin    | 3.936   | 50,1    | 11    |  |
| D – Sjálvstýrisflokkurin | 2.931   | 37,3    | 8     |  |
| C – Javnaðarflokkurin    | 825     | 10,5    | 2     |  |
| U – Unabhängige          | 143     | 1,8     | 0     |  |
| L – Loysingarflokkurin   | 14      | 0,2     | 0     |  |
| Gesamt                   | 7.849   | 100     | 21    |  |